# Angelika Brandt (Leichtathletin)
Angelika Brandt (* 15. August 1951) ist eine ehemalige deutsche Marathonläuferin.
Erst mit 23 Jahren fing sie mit der Leichtathletik an. Ihren ersten Marathon lief sie aufgrund einer Wette. 1977 gewann sie den Berlin-Marathon, profitierte aber davon, dass die stärksten deutschen Läuferinnen in der parallel ausgetragenen Deutschen Marathon-Meisterschaft starteten. 1979 wurde sie Vierte bei der Deutschen Meisterschaft, 1980 Siebte. Als Zweite des Berlin-Marathons 1980 stellte sie mit 2:49:53 h ihre persönliche Bestzeit auf. 1984 gewann sie die Premiere des Berliner Halbmarathons mit ihrer persönlichen Bestzeit von 1:22:45 h.
Angelika Brandt startete für den OSC Berlin.